# Бушћак
Бушћак је насељено место у Босни и Херцеговини у општини Коњиц у Херцеговачко-неретванском кантону које административно припада Федерацији Босне и Херцеговине. Према попису становништва из 1991. у насељу је живјело 136 становника.

## Становништво
По последњем службеном попису становништва из 1991. године, у насељу Бушћак живело је 136 становника. Становници су претежно били Хрвати.
| Националност       | 1991.       | 1981. | 1971. |
| Хрвати             | 73 (52,94%) |       |       |
| Муслимани          | 63 (46,32%) |       |       |
| остали и непознато | 1 (0,74%)   |       |       |
| Укупно             | 136         |       |       |